# تيم أوكونور (كاتب)
تيم أوكونور (بالإنجليزية: Tim O'Connor)‏ هو كاتب ومخرج أسترالي، ولد في 13 سبتمبر 1981 في بريزبان في أستراليا.